# Мацеюв (Опольське воєводство)
Мацеюв (пол. Maciejów, нім. Matzdorf) — село в Польщі, у гміні Ключборк Ключборського повіту Опольського воєводства.
Населення — 162 особи (2011).

## Демографія
Демографічна структура станом на 31 березня 2011 року:
|          | Загалом | Допрацездатний вік | Працездатний вік | Постпрацездатний вік |
| -------- | ------- | ------------------ | ---------------- | -------------------- |
| Чоловіки | 75      | 19                 | 49               | 7                    |
| Жінки    | 87      | 22                 | 49               | 16                   |
| Разом    | 162     | 41                 | 98               | 23                   |